# تتلی
تتلی (انگلیسی: Tetley) شرکت صنایع غذایی بریتانیایی است، که در سال ۱۸۳۷ تأسیس شد.